# Сахарный диабет, связанный с недостаточностью питания
Са́харный диабе́т, обусло́вленный недоста́точностью пита́ния (тропи́ческий) — по рекомендации Всемирной организации здравоохранения в 1985 году, в дополнение к ранее выделенным типам сахарного диабета, в классификацию была включена ещё одна клиническая форма, обусловленная недостаточностью питания, главным образом в тропических странах у пациентов 10—50 лет. В свою очередь, эта разновидность сахарного диабета разделена на два подтипа:
- панкреатический и
- панкреатогенный.

## Патогенез
Патогенез тропических вариантов заболевания значительно отличается от всех других видов. В его основе лежит недостаточность питания в детском возрасте.

## Панкреатический диабет
Данный подтип сахарного диабета, связанного с недостаточностью питания, в свою очередь делится на
- фиброкалькулёзный и
- протеин-дефицитный.

Фиброкалькулёзный вариант распространён в Индии и Индонезии, преимущественно среди мужского населения (3:1), характеризуется отсутствием кетоза при наличии клинической картины 1-го типа сахарного диабета. Патогенез этой формы связывают с избыточным употреблением в пищу продуктов, содержащих цианиды (бобы, маниока, сорго, просо) на фоне дефицита белка́. Отмечается весьма низкая секреция инсулина, глюкагона и синдром нарушения внутрикишечного всасывания. Течение данного подтипа диабета зачастую осложняется тяжёлой периферической соматической полинейропатией. При патогистологическом исследовании в протоках поджелудочной железы пациентов выявляются кальцинаты и диффузный фиброз железы без признаков наличия воспалительного процесса. Компенсация заболевания достигается введением инсулина.
Второй вариант панкреатического подтипа сахарного диабета называют протеин-дефицитным (ямайским). Он обусловлен низким содержанием в принимаемой пище белка и насыщенных жиров, возникает в возрасте 20—35 лет, характеризуется абсолютным дефицитом инсулина, инсулинорезистентностью (потребность в инсулине достигает 2 ЕД/кг массы тела) и отсутствием кетоза.

## Панкреатогенный диабет
Данный подтип сахарного диабета, связанного с недостаточностью питания, связан с избыточным поступлением железа в организм и его отложением в поджелудочной железе, например при лечении талассемии (частые переливания крови), употребление жидкостей (в том числе алкоголя) из железных ёмкостей распространено среди народа банту в Южной Африке) и другими факторами, приводящими к развитию вторичного гемохроматоза.